# Chinese Basketball Association 2010-11
La Chinese Basketball Association 2010-11 fue la decimosexta edición de la CBA, la primera división del baloncesto profesional de China. Los campeones fueron los Guangdong Southern Tigers, que lograba su cuarto título consecutivo, séptimo en total, derrotando en las finales a los Xinjiang Flying Tigers.

## Política de jugadores extranjeros
Todos los equipos a excepción de los Bayi Rockets tenían la opción de contar con dos jugadores extranjeros. Los últimos cuatro de la temporada anterior (a excepción de Bayi) pudieron contratar además un jugador extra asiático.

## Temporada regular
| #  | Temporada 2010–11 de la CBA | Temporada 2010–11 de la CBA | Temporada 2010–11 de la CBA | Temporada 2010–11 de la CBA | Temporada 2010–11 de la CBA | Temporada 2010–11 de la CBA | Temporada 2010–11 de la CBA | Temporada 2010–11 de la CBA |
| #  | Equipo                      | G                           | P                           | %                           | PD                          | Casa                        | Fuera                       | Desempate                   |
| -- | --------------------------- | --------------------------- | --------------------------- | --------------------------- | --------------------------- | --------------------------- | --------------------------- | --------------------------- |
| 1  | Xinjiang Flying Tigers      | 31                          | 1                           | .969                        | -                           | 16–0                        | 15–1                        |                             |
| 2  | Guangdong Southern Tigers   | 25                          | 7                           | .781                        | 6                           | 11–5                        | 14–2                        | GD 1-1(227-220) DG          |
| 3  | Dongguan Leopards           | 25                          | 7                           | .781                        | 6                           | 13–3                        | 12–4                        | GD 1-1(227-220) DG          |
| 4  | Jiangsu Dragons             | 20                          | 12                          | .625                        | 11                          | 10–6                        | 10–6                        |                             |
| 5  | Zhejiang Golden Bulls       | 19                          | 13                          | .594                        | 12                          | 11–5                        | 8–8                         |                             |
| 6  | Zhejiang Lions              | 18                          | 14                          | .562                        | 13                          | 11–5                        | 7–9                         |                             |
| 7  | Bayi Rockets                | 17                          | 15                          | .531                        | 14                          | 13–3                        | 4–12                        |                             |
| 8  | Beijing Ducks               | 16                          | 16                          | .500                        | 15                          | 11–5                        | 5–11                        |                             |
|    |                             |                             |                             |                             |                             |                             |                             |                             |
| 9  | Shanxi Brave Dragons        | 15                          | 17                          | .469                        | 16                          | 9–7                         | 6–10                        |                             |
| 10 | Liaoning Dinosaurs          | 14                          | 18                          | .438                        | 17                          | 11–5                        | 3–13                        | LN 2-0 SD                   |
| 11 | Shandong Lions              | 14                          | 18                          | .438                        | 17                          | 10–6                        | 4–12                        | LN 2-0 SD                   |
| 12 | Shanghai Sharks             | 12                          | 20                          | .375                        | 19                          | 10–6                        | 2–14                        | SH 2-0 JL                   |
| 13 | Jilin Northeast Tigers      | 12                          | 20                          | .375                        | 19                          | 9–7                         | 3–13                        | SH 2-0 JL                   |
| 14 | Foshan Dralions             | 11                          | 21                          | .344                        | 20                          | 8–8                         | 3–13                        |                             |
| 15 | Qingdao Eagles              | 10                          | 22                          | .312                        | 21                          | 7–9                         | 3–13                        |                             |
| 16 | Fujian Xunxing              | 8                           | 24                          | .250                        | 23                          | 6–10                        | 2–14                        |                             |
| 17 | Tianjin Golden Lions        | 5                           | 27                          | .156                        | 26                          | 5–11                        | 0–16                        |                             |

|  | Los 8 primeros acceden a los Playoffs |

## Playoffs
|  | Cuartos de final | Cuartos de final          | Cuartos de final |                           |   | Semifinales            | Semifinales   | Semifinales   |  |   | Finales                | Finales       | Finales       |  |
|  | Al mejor de 5    | Al mejor de 5             | Al mejor de 5    |                           |   | Al mejor de 5          | Al mejor de 5 | Al mejor de 5 |  |   | Al mejor de 7          | Al mejor de 7 | Al mejor de 7 |  |
|  |                  |                           |                  |                           |   |                        |               |               |  |   |                        |               |               |  |
|  |                  |                           |                  |                           |   |                        |               |               |  |   |                        |               |               |  |
|  | 1                | Xinjiang Flying Tigers    | 3                |                           |   |                        |               |               |  |   |                        |               |               |  |
|  | 1                | Xinjiang Flying Tigers    | 3                |                           |   |                        |               |               |  |   |                        |               |               |  |
|  | 8                | Beijing Ducks             | 0                |                           |   |                        |               |               |  |   |                        |               |               |  |
|  | 8                | Beijing Ducks             | 0                |                           | 1 | Xinjiang Flying Tigers | 3             |               |  |   |                        |               |               |  |
|  |                  |                           |                  |                           | 1 | Xinjiang Flying Tigers | 3             |               |  |   |                        |               |               |  |
|  |                  |                           | 4                | Jiangsu Dragons           | 0 |                        |               |               |  |   |                        |               |               |  |
|  | 4                | Jiangsu Dragons           | 4                | Jiangsu Dragons           | 0 | 3                      |               |               |  |   |                        |               |               |  |
|  | 4                | Jiangsu Dragons           |                  |                           |   |                        |               |               |  |   |                        |               |               |  |
|  | 5                | Zhejiang Golden Bulls     | 0                |                           |   |                        |               |               |  |   |                        |               |               |  |
|  | 5                | Zhejiang Golden Bulls     | 0                |                           |   |                        |               |               |  | 1 | Xinjiang Flying Tigers | 2             |               |  |
|  |                  |                           |                  |                           |   |                        |               |               |  | 1 | Xinjiang Flying Tigers | 2             |               |  |
|  |                  |                           | 2                | Guangdong Southern Tigers | 4 |                        |               |               |  |   |                        |               |               |  |
|  | 3                | Dongguan Leopards         | 2                | Guangdong Southern Tigers | 4 | 3                      |               |               |  |   |                        |               |               |  |
|  | 3                | Dongguan Leopards         |                  |                           |   |                        |               |               |  |   |                        |               |               |  |
|  | 6                | Zhejiang Lions            | 1                |                           |   |                        |               |               |  |   |                        |               |               |  |
|  | 6                | Zhejiang Lions            | 1                |                           | 3 | Dongguan Leopards      | 0             |               |  |   |                        |               |               |  |
|  |                  |                           |                  |                           | 3 | Dongguan Leopards      | 0             |               |  |   |                        |               |               |  |
|  |                  |                           | 2                | Guangdong Southern Tigers | 3 |                        |               |               |  |   |                        |               |               |  |
|  | 2                | Guangdong Southern Tigers | 2                | Guangdong Southern Tigers | 3 | 3                      |               |               |  |   |                        |               |               |  |
|  | 2                | Guangdong Southern Tigers |                  |                           |   |                        |               |               |  |   |                        |               |               |  |
|  | 7                | Bayi Rockets              | 0                |                           |   |                        |               |               |  |   |                        |               |               |  |
|  | 7                | Bayi Rockets              | 0                |                           |   |                        |               |               |  |   |                        |               |               |  |
|  |                  |                           |                  |                           |   |                        |               |               |  |   |                        |               |               |  |

### Finales de la CBA: (1) Xinjiang Flying Tigers vs. (2) Guangdong Southern Tigers
| 15 de abril | Guangdong Southern Tigers                                      | 92–100                                | Xinjiang Flying Tigers                                          | |  |
| 19:45       | Parciales: 29-25, 13-16, 25-33, 25-26                          | Parciales: 29-25, 13-16, 25-33, 25-26 | Parciales: 29-25, 13-16, 25-33, 25-26                           | |  |
|             | Estadísticas Wang Shipeng 22 Marcus Haislip 10 Lester Hudson 5 | Pts Reb Asts                          | Estadísticas Quincy Douby 53 Quincy Douby 11 Xiralijan Muhtar 3 | Pabellón: Dongguan Arena, Dongguan Árbitros: Anthony Dewayne Jordan Juan Jose Fernandez Qiao Longsheng Televisión: GDTV Sports CCTV-5 |  |

| 17 de abril | Xinjiang Flying Tigers                                     | 91–96                                 | Guangdong Southern Tigers                                         | |  |
| 19:45       | Parciales: 23-22, 17-14, 29-20, 22-40                      | Parciales: 23-22, 17-14, 29-20, 22-40 | Parciales: 23-22, 17-14, 29-20, 22-40                             | |  |
|             | Estadísticas Quincy Douby 36 James Singleton 9 3 players 2 | Pts Reb Asts                          | Estadísticas Wang Shipeng 32 Zhu Fangyu, Su Wei 9 Lester Hudson 7 | Pabellón: Hongshan Arena, Ürümqi Árbitros: Anthony Dewayne Jordan Juan Jose Fernandez Wen Keming Televisión: XJTV CCTV-5 |  |

| 20 de abril | Xinjiang Flying Tigers                                            | 118–85                                | Guangdong Southern Tigers                                | |  |
| 19:45       | Parciales: 30-25, 31-24, 29-17, 28-19                             | Parciales: 30-25, 31-24, 29-17, 28-19 | Parciales: 30-25, 31-24, 29-17, 28-19                    | |  |
|             | Estadísticas Quincy Douby 28 James Singleton 8 Xiralijan Muhtar 5 | Pts Reb Asts                          | Estadísticas Marcus Haislip 19 Su Wei 13 Lester Hudson 5 | Pabellón: Hongshan Arena, Ürümqi Árbitros: Anthony Dewayne Jordan Juan Jose Fernandez Du Xiyuan Televisión: XJTV CCTV-5 |  |

| 22 de abril | Guangdong Southern Tigers                                     | 122–87                                | Xinjiang Flying Tigers                                                 | |  |
| 19:45       | Parciales: 35-20, 31-15, 33-27, 23-25                         | Parciales: 35-20, 31-15, 33-27, 23-25 | Parciales: 35-20, 31-15, 33-27, 23-25                                  | |  |
|             | Estadísticas Lester Hudson 25 Lester Hudson 9 Chen Jianghua 5 | Pts Reb Asts                          | Estadísticas Quincy Douby 31 James Singleton 6 Xiralijan, Zhang Q.P. 5 | Pabellón: Dongguan Arena, Dongguan Árbitros: Anthony Dewayne Jordan Juan Jose Fernandez Wang Mei Televisión: GDTV Sports CCTV-5 |  |

| 24 de abril | Guangdong Southern Tigers                                                | 110–104                               | Xinjiang Flying Tigers                                                           | |  |
| 19:45       | Parciales: 25-20, 25-35, 36-21, 24-28                                    | Parciales: 25-20, 25-35, 36-21, 24-28 | Parciales: 25-20, 25-35, 36-21, 24-28                                            | |  |
|             | Estadísticas Wang Shipeng 29 Lester Hudson, Zhu Fangyu 7 Lester Hudson 8 | Pts Reb Asts                          | Estadísticas James Singleton 33 James Singleton 12 James Singleton, Zhang Q.P. 3 | Pabellón: Dongguan Arena, Dongguan Árbitros: Anthony Dewayne Jordan George Valentine Qiao Longsheng Televisión: GDTV Sports CCTV-5 |  |

| 27 de abril                           | Xinjiang Flying Tigers                                                      | 93–103       | Guangdong Southern Tigers                                | |  |  |
| 19:45                                 |                                                                             |              |                                                          | |  |  |
|                                       | Estadísticas Quincy Douby 35 Singleton, Bateer 10 Quincy Douby, Xiralijan 4 | Pts Reb Asts | Estadísticas Marcus Haislip 35 Su Wei 10 Lester Hudson 6 | Pabellón: Hongshan Arena, Ürümqi Árbitros: Anthony Dewayne Jordan Juan Jose Fernandez Song Yanping Televisión: XJTV CCTV-5 |  |  |
| Guangdong gana Finales de la CBA, 4-2 |                                                                             |              |                                                          | |  |  |
|                                       |                                                                             |              |                                                          | |  |  |